# Edenton
Edenton és una població dels Estats Units i seu del comtat de Chowan a l'estat de Carolina del Nord. Segons el cens del 2008 tenia 4.966 habitants.

## Demografia
Segons el cens del 2000, Edenton tenia 5.394 habitants, 1.983 habitatges i 1.294 famílies. La densitat de població era de 415,7 habitants per km².
Dels 1.983 habitatges en un 30% hi vivien nens de menys de 18 anys, en un 38% hi vivien parelles casades, en un 24,7% dones solteres, i en un 34,7% no eren unitats familiars. En el 31,4% dels habitatges hi vivien persones soles el 16,4% de les quals corresponia a persones de 65 anys o més que vivien soles. El nombre mitjà de persones vivint en cada habitatge era de 2,37 i el nombre mitjà de persones que vivien en cada família era de 2,95.
Per edats la població es repartia de la següent manera: un 23,7% tenia menys de 18 anys, un 14,3% entre 18 i 24, un 21,3% entre 25 i 44, un 20,2% de 45 a 60 i un 20,5% 65 anys o més.
L'edat mediana era de 37 anys. Per cada 100 dones de 18 o més anys hi havia 71,4 homes.
La renda mediana per habitatge era de 25.241 $ i la renda mediana per família de 34.132 $. Els homes tenien una renda mediana de 27.192 $ mentre que les dones 18.281 $. La renda per capita de la població era de 13.264 $. Entorn del 20,3% de les famílies i el 25,1% de la població estaven per davall del llindar de pobresa.

## Poblacions més properes
El següent diagrama mostra les poblacions més properes.